# Ufeig burlufot Ivarson
Ufeig burlufot Ivarson (c. 851-880) fue un guerrero vikingo de Oppland, Noruega. Era hijo de Ivar Beitil (apodado Cola de Caballo) y de una mujer llamada Hustru. Se conoce muy poco de su actividad, pero se le cita como rey de Rogaland.

## Herencia
Su figura histórica es útil para vertebrar vínculos familiares con otras personalidades de la Noruega vikinga. Las sagas no mencionan a su esposa, pero citan a tres hijos:
- Gudbjørg (Jari) Ufeigsdotter Breid (c. 880-923), quien se casaría con Ólafur Einarsson. Fruto de es relación nacerían dos hijos Þormóður Ólafsson y Gudbrand Kula.
- Onund Pie de Árbol (Önundur tréfótur Ófeigsson)
- Onund Ofeigssdottir Beitil (c. 855), quien se casaría con el danés Thorgrim. Fruto de esa relación nacería Þordis Thorgrimsdottir (Thordis, c. 860-900). Thordis sería esposa de Auðunn skökull Bjarnarson.